# Waterspuwer

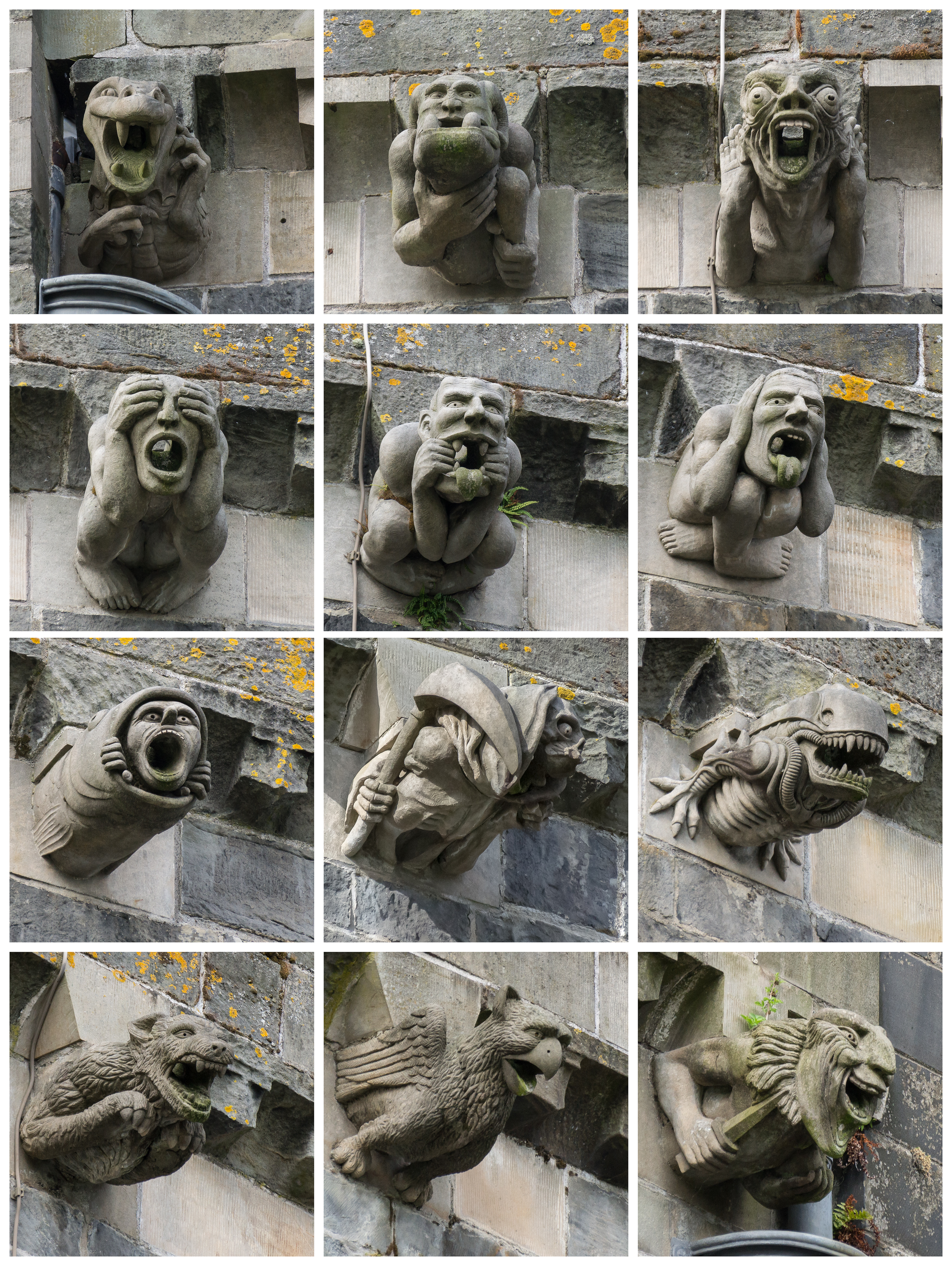
De twaalf waterspuwers van Paisley Abbey, met onder andere horen, zien en zwijgen

Een waterspuwer of gargouille is een uitmonding van een goot, vergaarbak of waterbekken met het doel water af te voeren.
Een spuwer is gewoonlijk een figuur uit steen gehouwen, die zich aan de dakrand van gebouwen bevindt. Deze sculptuur - vaak een sinistere voorstelling van een duivel, monster of roofvogel - doet dienst als regenwaterafvoer, om te voorkomen dat het regenwater langs de gevel naar beneden stroomt. Waterspuwers worden al sinds de oudheid toegepast, maar worden vaak vooral geassocieerd met de gotiek.

## Waterafvoer
Spuwers zijn vormen van toegepaste beeldhouwkunst: beeldhouwwerk met een functie, in of aan een gebouw bevestigd. Zij voeren het regenwater van het dak van een gebouw af en hebben daartoe gewoonlijk een goot aan de bovenzijde en een afvoergat dat eindigt in de bek of mond van de waterspuwer. Aan gotische kerken is de spuwfunctie vaak vervallen door de latere toevoeging van (koperen) regenpijpen. Omdat zij sterk beeldbepalend waren, werden de spuwers desondanks gewoonlijk gehandhaafd.

## Voorstelling
Er is geen vaste regel voor de voorstelling die met de waterspuwer wordt weergegeven. Dat is meteen wat waterspuwers zo aantrekkelijk maakt: er zijn gewoonlijk geen twee spuwers gelijk en allerlei mens-, dier- en fantasiefiguren zijn mogelijk. De spuwers zijn vaak ook met veel gevoel voor humor uitgevoerd.

## Fotogalerij

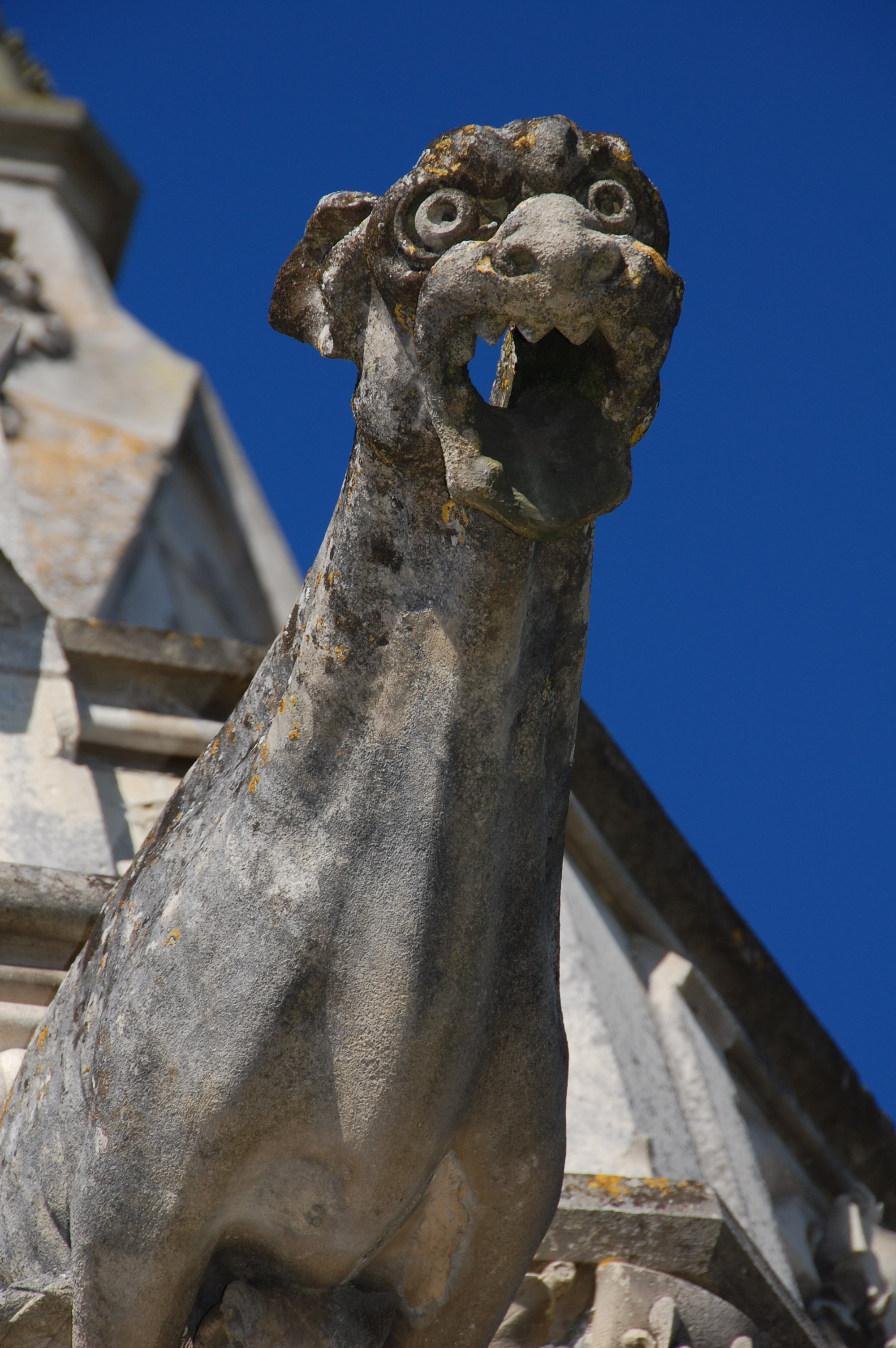
Waterspuwer Kasteel van Amboise
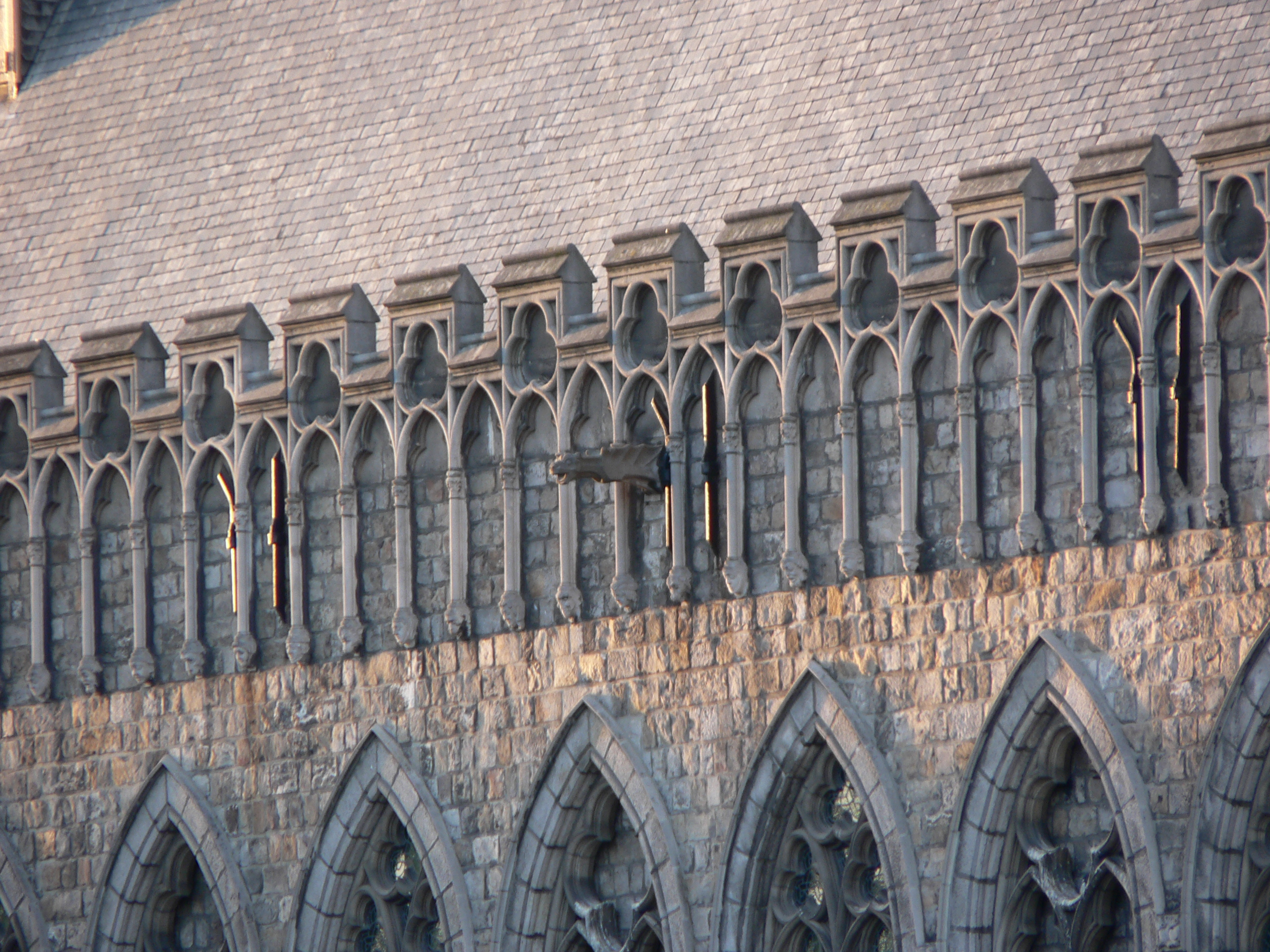
Lakenhalle, Ieper
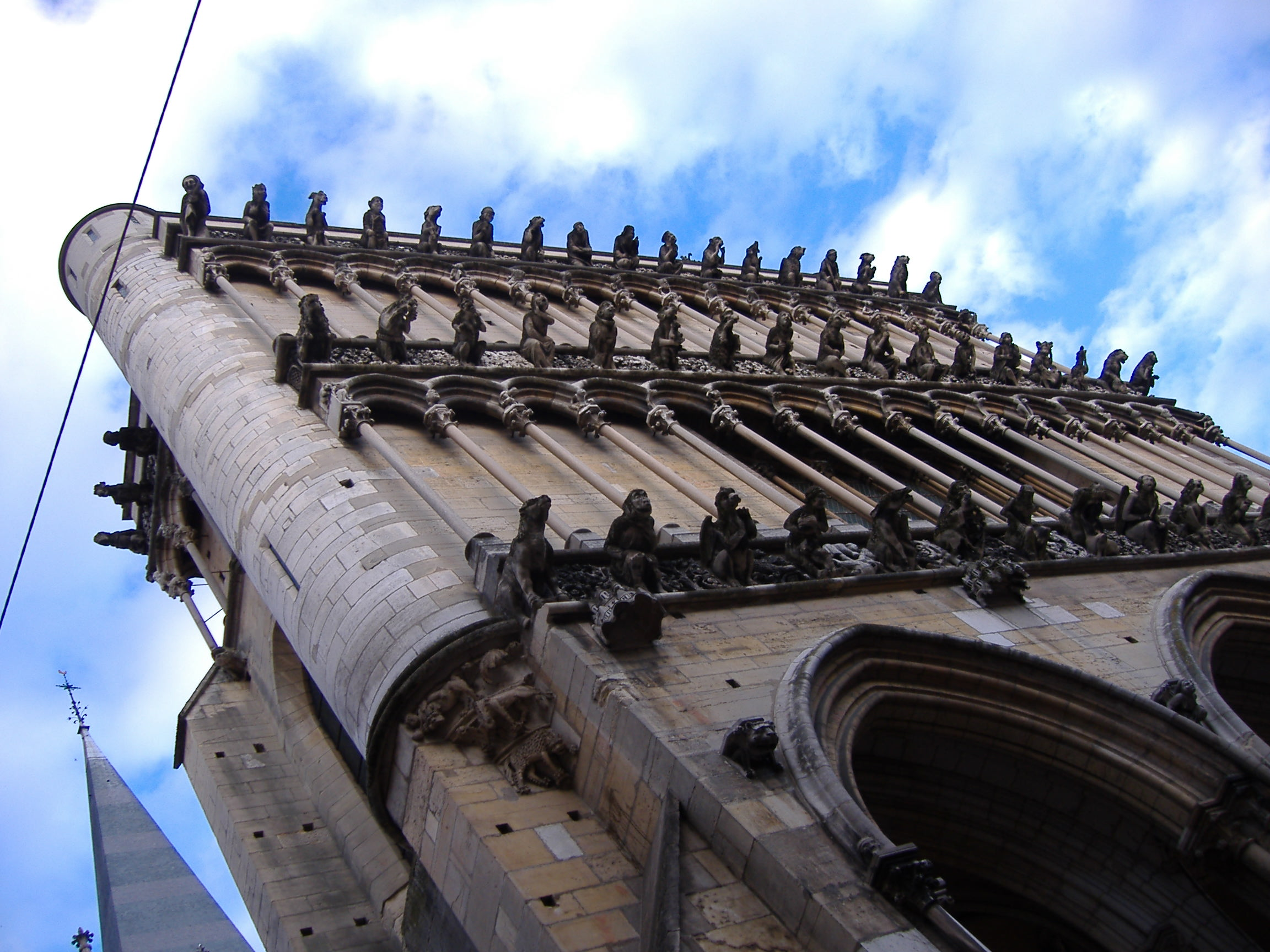
Notre Dame in Dijon
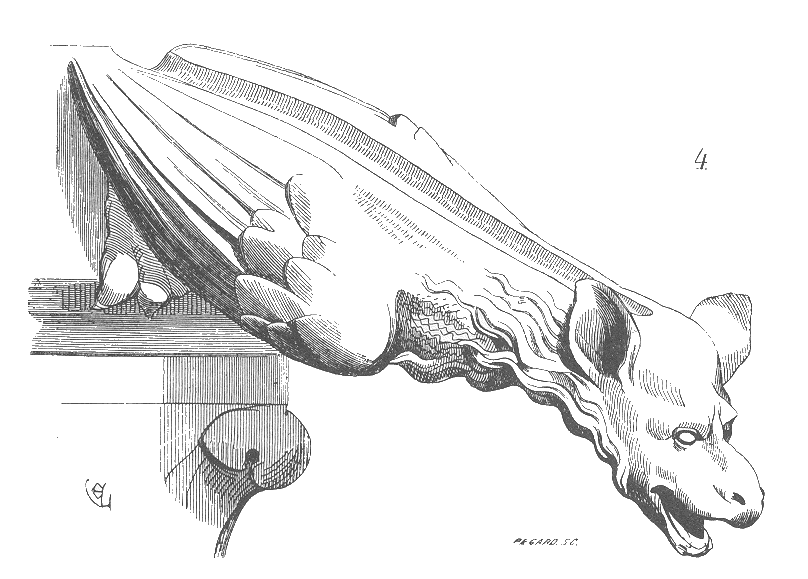
Ontwerp voor een waterspuwer in Dictionnaire raisonné de l'architecture française du XIe au XVIe siècle (Eugène Viollet-le-Duc)
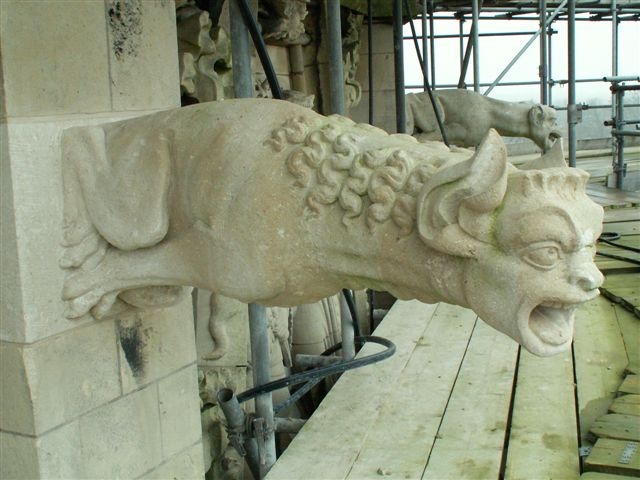
Schijnspuwers aan de Sint-Janskathedraal, Den Bosch
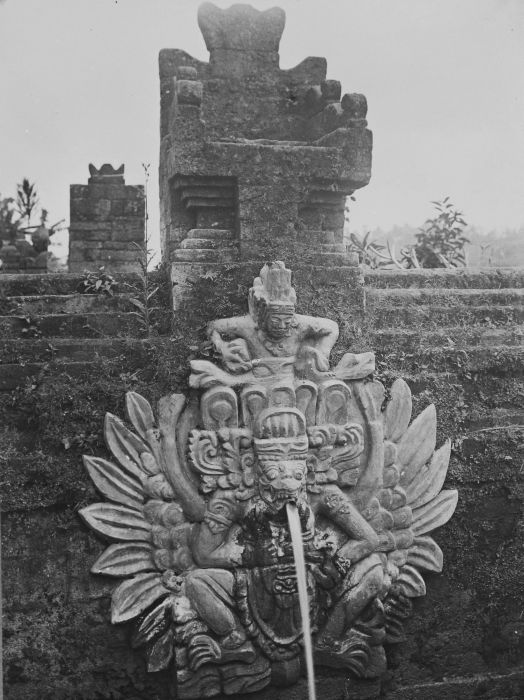
Beeld dat dienstdoet als waterspuwer bij de bronnen van Yeh Panes bij Tabanan , Wereldmuseum Amsterdam
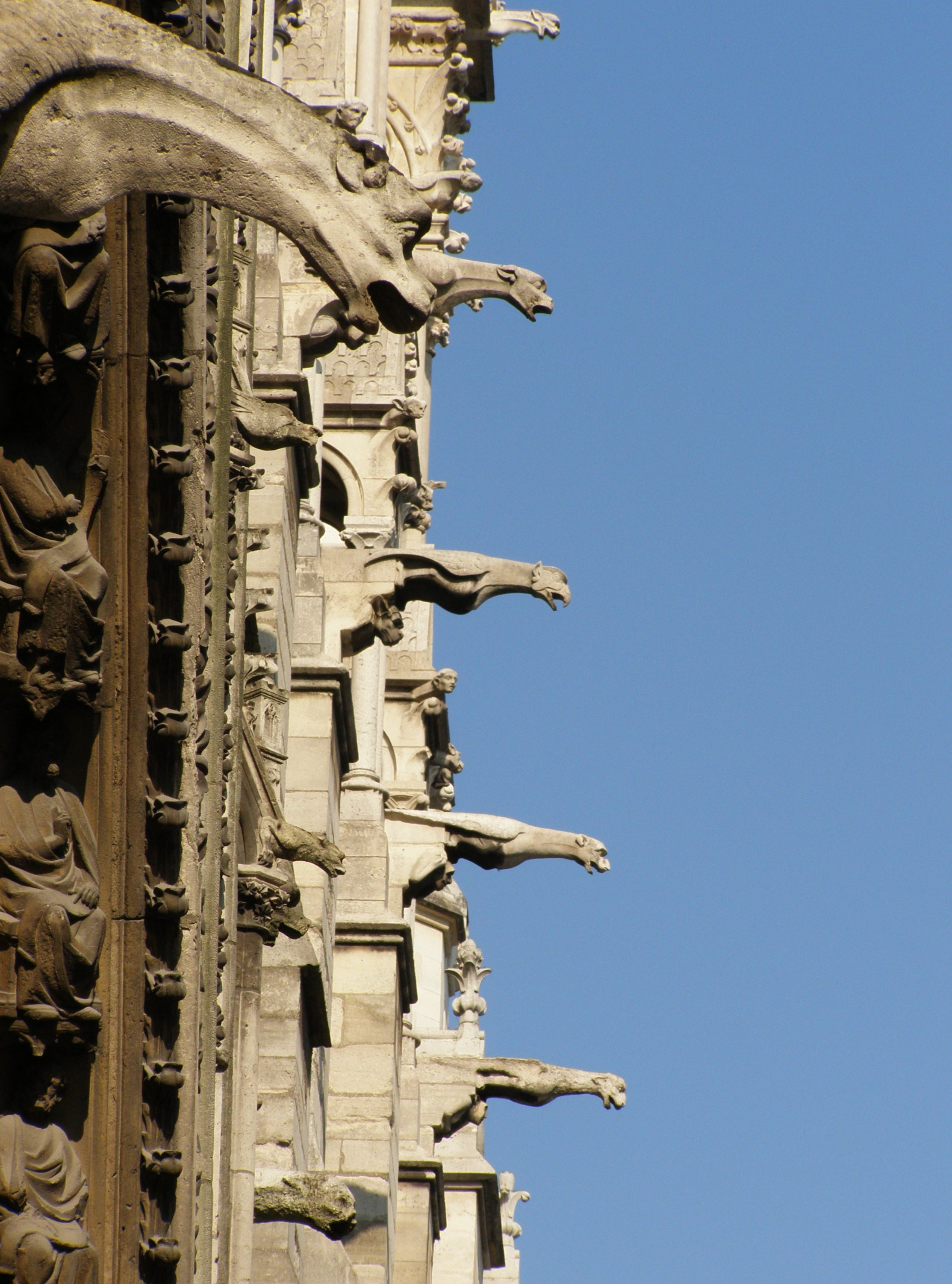
Gargouilles van Notre-Dame van Parijs
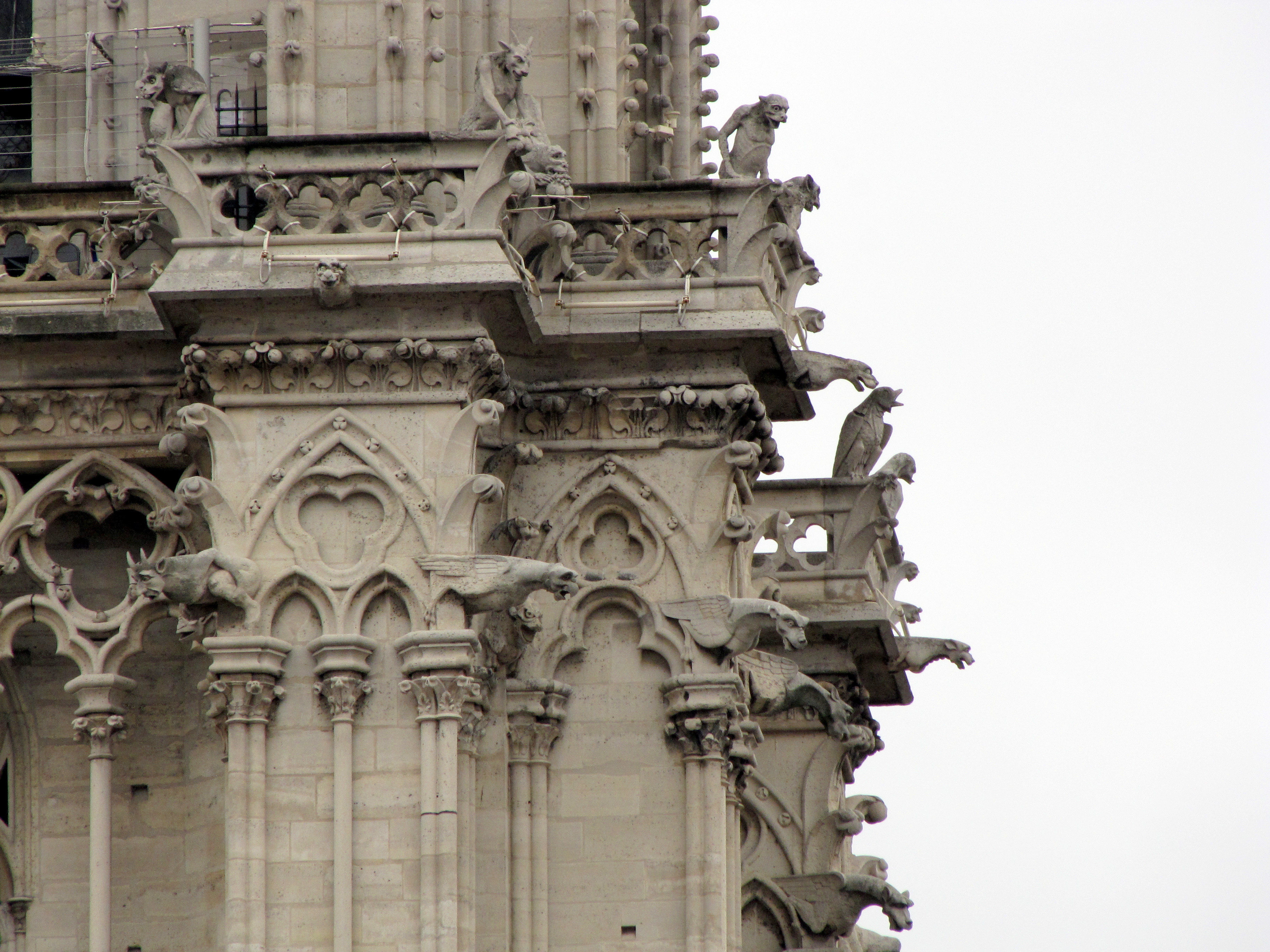
Gargouilles van de Notre-Dame van Parijs
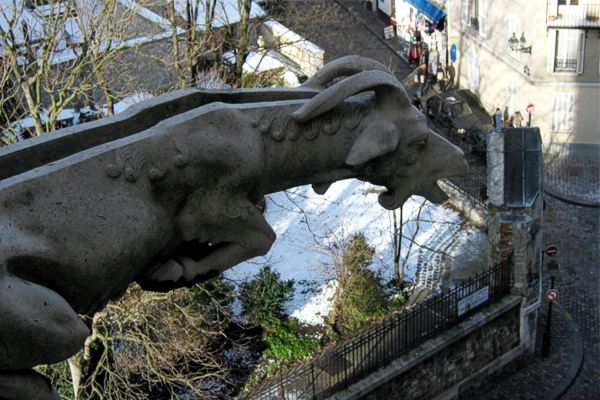
De goot in de nek van een waterspuwer, Sacré-Cœur
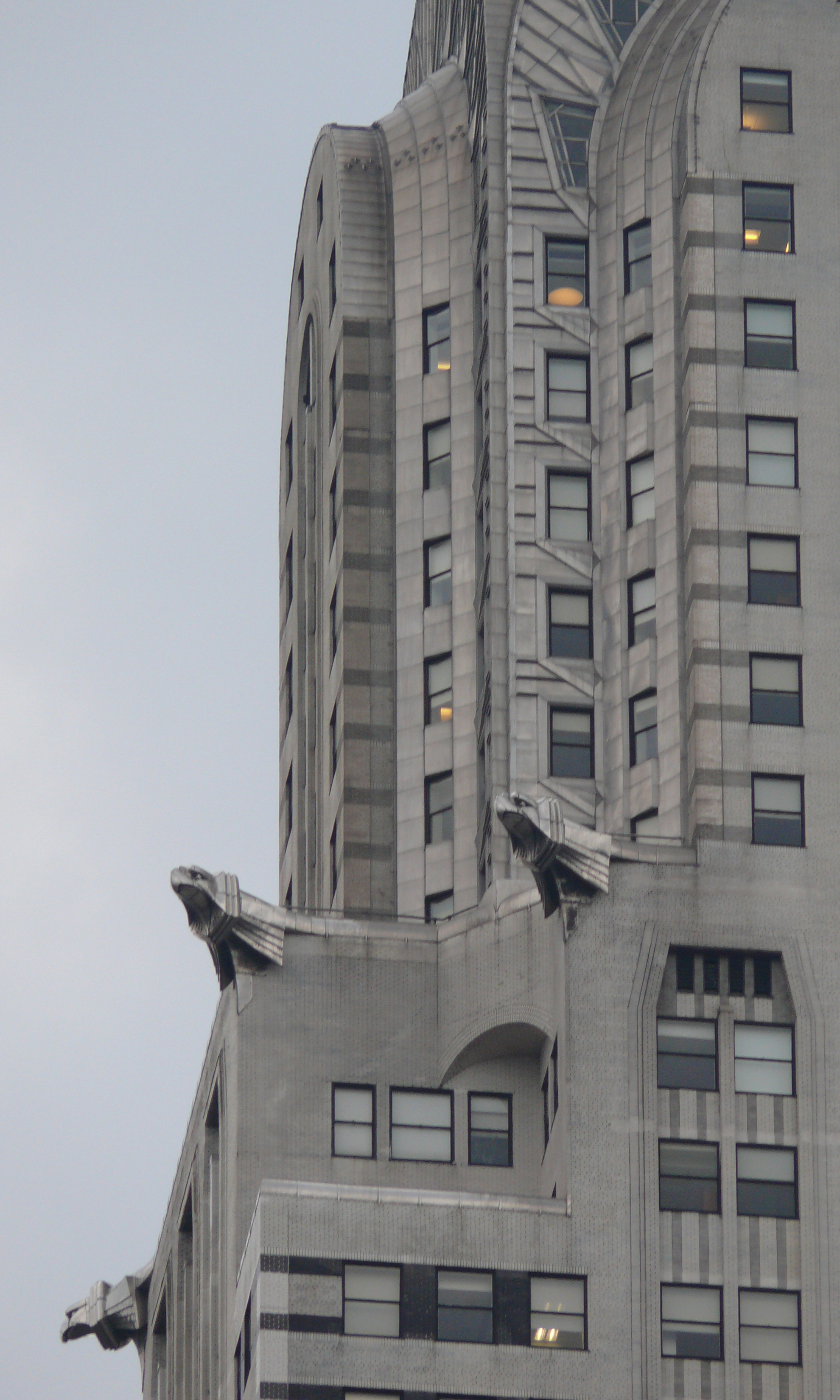
Moderne afgeleiden: de adelaars aan de gevel van het Chrysler Building
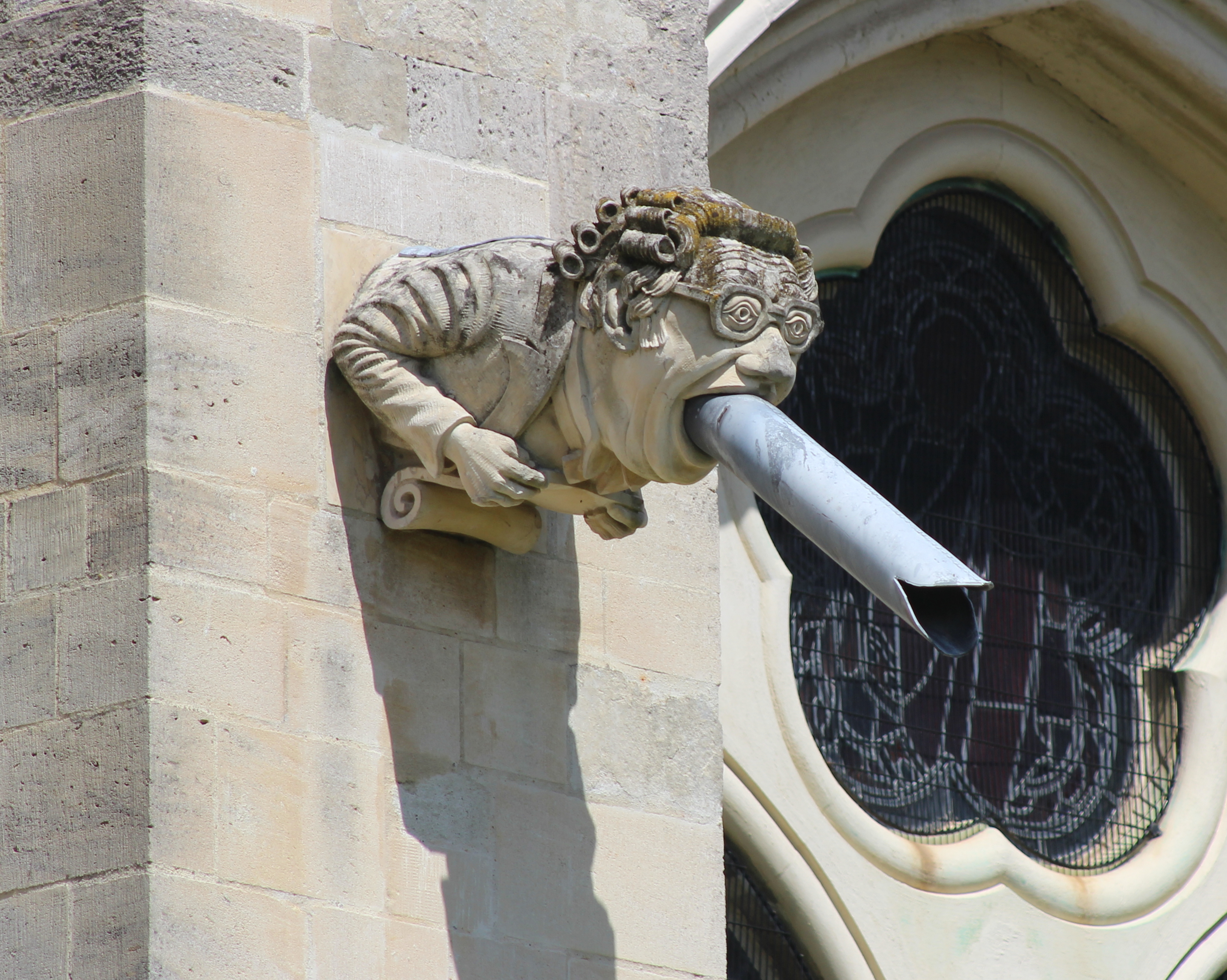
Moderne waterspuwer, de kathedraal van Chichester, met een waterspuit
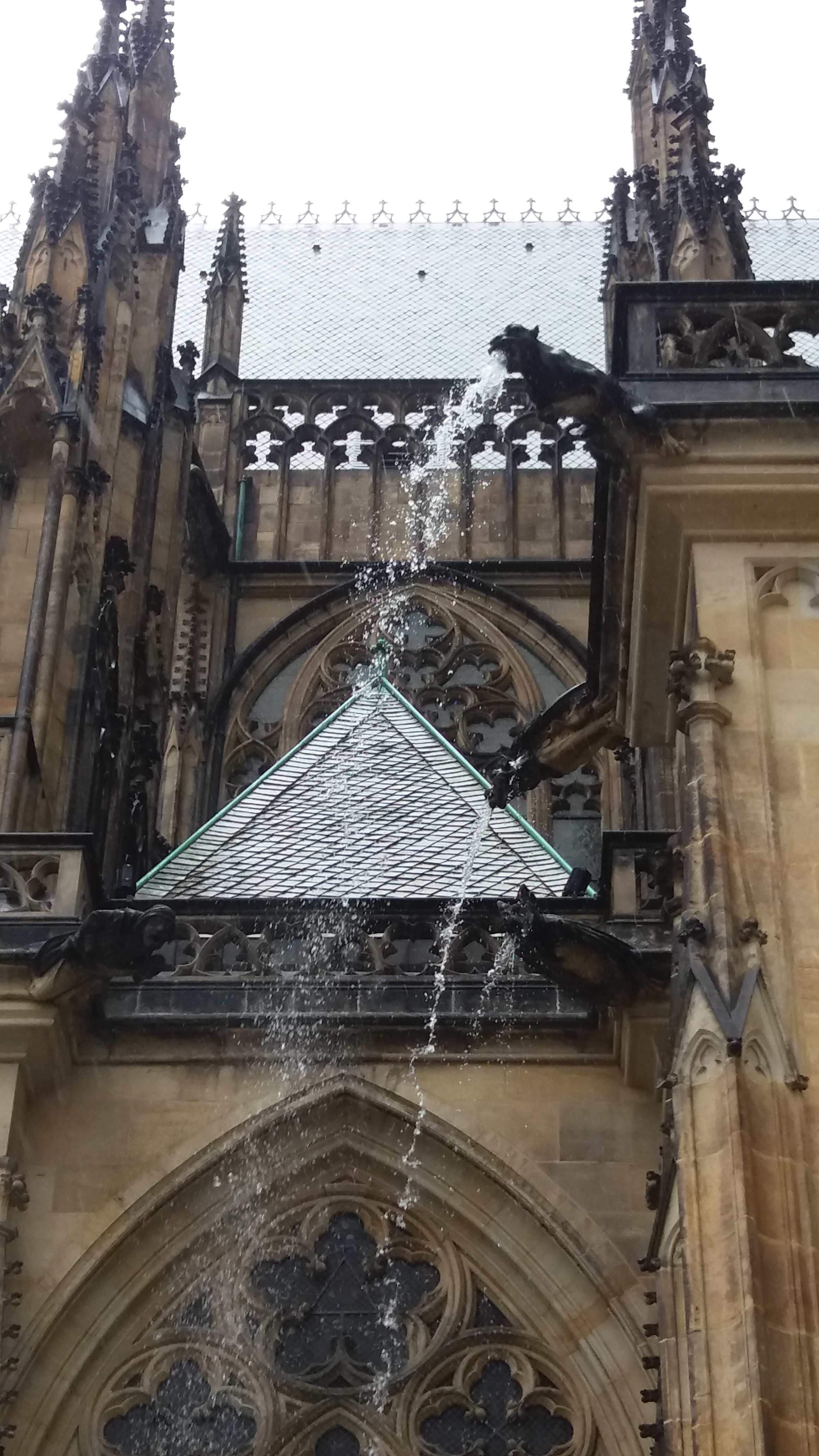
Spuitende gargouille van de Sint-Vituskathedraal in Praag.